# Bolborhynchus orbygnesius
La catita andina (Bolborhynchus orbygnesius) es una especie de ave psittaciforme de la familia Psittacidae que vive en el oeste de Sudamérica.

## Descripción
La catita andina mide alrededor de 16 cm de largo. Su plumaje es de color verde uniforme, más oscuro en las partes superiores, con algunas plumas azules visibles cuando está en vuelo. Su pico es de color claro y su cola de longitud media. Es más robusta y oscura que la catita frentidorada.

## Distribución y hábitat
Se encuentra en los bosques de los valles de tierras altas de los Andes centro orientales, en Bolivia y Perú, en alturas de entre los 1500 y los 5000 metros.

## Comportamiento
La mayoría de sus bandadas son pequeñas, pero algunas llegan hasta los 300 individuos. Las catitas andinas se alimentan de semillas, brotes y bayas. Construye sus nidos en huecos excavados en terraplenes arenosos.